# Татјана Тарасова
Татјана Тарасова (рус. Татьяна Анатольевна Тарасова; 13. фебруар 1947) је руски тренер уметничког клизања. До 2003. године њени ученици су освојили 41 златну медаљу на европским и светским шампионатима у свим категоријама. До 2005. освојили су осам олимпијских златних медаља у три од укупно четири дисциплине у уметничком клизању.
Тарасова је ћерка Анатолија Тарасова, познатог хокејашког тренера који је и увео у свет уметничког клизања када је имала пет година. Наступала је у дисциплини спортских парова са партнерима Александром Гореликом а касније и са Георгијем Проскурином. У пару са Проскурином освојила је 7. место на Светском шампионату 1965. године те 4. место на Европском шампионату 1966.
Са осамнаест година престаје да наступа после тешке повреде а годину дана касније, на очев наговор, почиње да се бави тренирањем. Њени пулени били су: Ирина Родњина, Алексеј Јагудин, Иља Кулик, Наталија Бестемјанова, Марина Климова, Саша Коен, Џони Вир, Шизука Аракава, Оксана Гришук, Шеј-Лин Борн, Барбара Фузар-Поли и многи други.
Већ 25 година је у браку са пијанистом Владимиром Крајневим. Средином 90-их лансирала је веома успешан шоу под називом „Руске звезде“ (Russian All-Stars).
Тарасовој је 1984. додељен орден „Дружбы народов“ за допринос руском спорту.